# Ингрид Шведская
Ингрид Шведская (швед. Ingrid av Sverige), при рождении Ингрид Виктория София Луиза Маргарет (швед. Ingrid Victoria Sofia Louise Margareta; 28 марта 1910[…], Королевский дворец в Стокгольме, Стокгольм — 7 ноября 2000[…], Фреденсборг, Ховедстаден) — шведская принцесса и королева Дании, супруга Фредерика IX, мать королевы Маргрете II.

## Биография
Принцесса Ингрид родилась в Стокгольме и была третьим ребёнком короля Густава VI Адольфа и его первой жены, принцессы Маргариты Коннаутской. Она также была правнучкой королевы Виктории. Мать Ингрид умерла в 1920 году. Её отец женился на леди Луизе Маунтбеттен три года спустя. Луиза была троюродной сестрой Ингрид. Во втором браке у её отца не было детей. С детства у Ингрид проявлялось чувство долга и серьёзность.
В 1928 году Ингрид встретила принца Уэльского, и некоторые думали, что она, возможно, станет его женой. Принц Уэльский был её троюродным братом. Её мать, Маргарита Коннаутская, и король Георг V были двоюродными братом и сестрой, и оба — внуки королевы Виктории. Однако помолвка не состоялась.

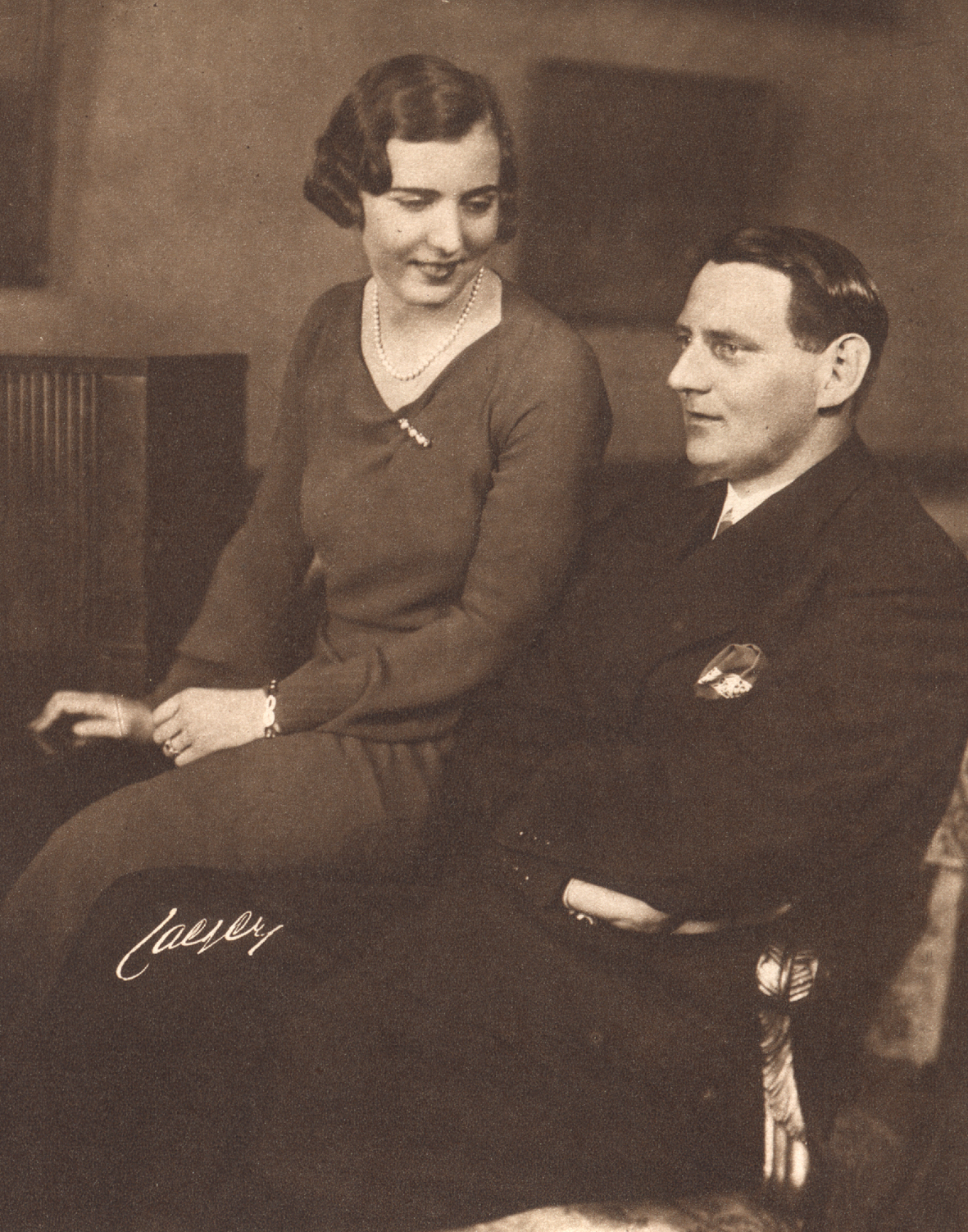
Король Фредерик IX и Королева Ингрид

## Семья
Свадьба Ингрид и датского наследного принца Фредерика IX была одним из величайших событий 1935 года в Швеции. Ингрид также появилась на радио в 1935 году, где она читала стихотворение. Этому было уделено большое внимание прессы.
Принцесса Ингрид вышла замуж за Фредерика IX, наследного принца Датского и Исландского, в Стокгольме 24 мая 1935 года. Они были родственниками, что было распространено в венценосных семьях Европы. Супруги были дважды четвероюродными братом и сестрой, имея двух общих прапрадедов, шведского короля Оскара I и великого герцога Бадена Леопольда I, а через российского императора Павла I Фредерик приходился пятироюродным дядей Ингрид. У пары родились три дочери:
- Принцесса Маргрете Александра Торхильдур Ингрид (род. 1940), позже королева Маргрете II, которая вышла замуж за Анри Мари Жана Андрэ, графа де Лаборд де Монпеза, который стал принцем-консортом Хенриком Датским в 1967 году.
- Принцесса Бенедикта Астрид Ингеборга Ингрид (род. 1944), которая вышла замуж за принца Рихарда фон Саин-Виттгенштейн-Берлербург в 1968 году.
- Принцесса Анна-Мария Дагмар Ингрид (род. 1946), вышедшая замуж за греческого короля Константина II в 1964 году.

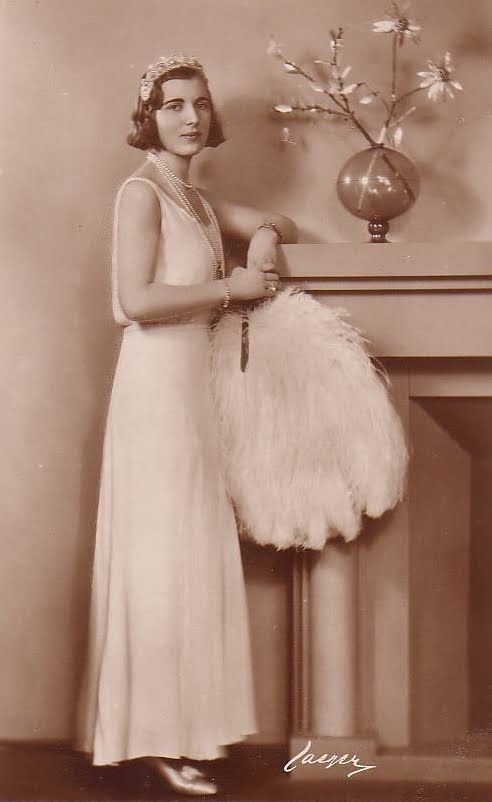
Королева Дании Ингрид

## В Дании
Ингрид была хорошо образованна и интересовалась спортом, особенно верховой ездой, лыжами и теннисом. Она рано получила водительские права.
В 1940 году, до оккупации, она была лидером «Датского военного общества женщин против войны». Во время немецкой оккупации Дании Ингрид проявила мужество и честность. Датский королевский дом стал символом борьбы против оккупационных сил. Ингрид показала солидарность к датскому населению, её часто можно было видеть едущей на велосипеде или идущей с ребенком на улицах Копенгагена во время войны. Она открыто игнорировала оккупационные силы. Её дед, король Швеции, обеспокоенный её безопасностью, послал ей в 1941 году послание с требованием, чтобы она вела себя сдержаннее «ради династии» и собственной безопасности, но она не реагировала, а только с гневом отказывалась подчиняться. Она пользовалась поддержкой своего супруга, который разделял её взгляды.
Ингрид стала королевой Дании, когда её супруг взошёл на датский престол 20 апреля 1947 года. Королева реформировала традиции датского королевского двора, отменила много старомодных традиций и создала более расслабленную атмосферу на официальных приемах. Она интересовалась садоводством и искусством.
В 1972 году Ингрид овдовела. В том же году она была назначена регентом, пока её дочь и внук отсутствовали. Это было исключительное положение, так как конституция 1871 года гласила, что только наследному принцу разрешено выступать в качестве регента в отсутствие монарха. Она была покровителем многих общественных организаций, которые она передавала одну за другой принцессе Бенедикте. Королева была энергичной, решительной женщиной. Хорошо знала датский язык. Была феминисткой, выступала за равенство мужчин и женщин.
Королева Ингрид умерла 7 ноября 2000 года во дворце Фреденсборг и была похоронена рядом с мужем Фредериком IX у стен кафедрального собора в Роскилле, недалеко от Копенгагена.